# Румен Баросов
Румен Георгиев Христов, по-известен като Румен Баросов, е български поет и писател.

## Биография

### Родословие
Родът му по майчина линия (Баросови) произлиза от с. Дъбован (старо: Черчелан), общ. Гулянци, Област Плевен. Любопитен факт за рода е, че Баросови са били кметове в 4 исторически периода: В Османската империя (Osmanlı Devleti) кмет на с. Черчелан (Дъбован) през 1852 г. е Станул Баросов (прапрапрадядо), документирано в официален османотурски документ от 1852 г., съставен по повод спор за земя между жителите на с. Черчелан и с. Тепе, като съдебното дело е било гледано в Никопол (главния град на каазата) от турски кадия, както и в 4 джизие дефтера (1833-1842). В Царство България кмет на с. Дъбован през 1943 г. е Тодор Пасков Баросов (брат на дядо му). В Народна Република България кмет на с. Дъбован през 1965-1974 г. е Стефан Кръстев Баросов (2 братовчед). В Република България кмет на с. Студена (Пернишко) през 1990-1991 г. е Георги Стефанов Баросов (негов вуйчо). По бащина линия родът му, от една страна, произлиза от Славчо Винев, роден ок. 1810 г. в с. Брестово, Ловешко (от рода Добреви), преселил се след 1879 г. в с. Мечка, Никополско, където родът получава прякора „Гагаузите“, макар че липсват сведения за гагаузки произход. Други родове: Станчо Генчев, роден ок. 1790 г. в с. Гарван, Габровско, преселил се в с. Мечка, ок. 1820 г. (неговият внук Христо Генчев Станчев (1850-1926) основава рода Христовци) и още: Янко Генов (Хубанов, р. 1800 в с. Брестово, Ловешко); Еньо Деков (р. 1860 в с. Муселиево, Никополско); Пени Хинов (р. 1800 в с. Мечка, Плевенско); Кольо Христов (р. 1800 в с. Брестово, Ловешко); Цаньо Петков (р. 1790 в с. Пелишат, Плевенско); Нейко Стоянов (р. 1770 в с. Вълчитрън, Плевенско) и Върбан (Бан) Иванчев (р. около 1770 в с. Мечка, Плевенско).[източник? (Поискан преди 2 дни)]

### Образование
Завършва българска филология в Софийския университет „Св. Климент Охридски“ през 1994 г.

### Обществена дейност
Един от 12-те (заедно с Андрей Кулев, Александър Джоганов, Венцеслав Арнаудов, Димитриос Марусопулос, Иван Кръстев, Катя Лещанска, Панос Статоянис, Цветанка Еленкова, Ясен Атанасов), основали през 1990 г. „Ах, Мария“ – списание за литература и други наслади. Негов главен редактор е от 1992 г.
През 1995 г. основава Фондация за българска литература, с която осъществява множество литературни, младежки, социални и др. проекти в областта на културата.
През 1997 г. основава Студентско читалище „Св. Климент Охридски“ София, председател е на настоятелството му.
През годините Румен Баросов издава множество дебютни и не само дебютни книги на млади български писатели.
През 2001-2002 г. издава на български поредица съвременна гръцка литература, с финансовата подкрепа на програма Култура 2000 на ЕС, в колекция „Аквариум Средиземноморие“.
През 2003 г. организира проект „Българското село мечтае“ в с. Върбово, област Смолян, с което повежда популярното днес течение за ревитализация на мъртви (обезлюдени) села в България посредством културни и артистични дейности. Горе-долу от същото време мечтае да стане кмет на Върбово.[източник? (Поискан преди 2 дни)]
През 2005 г. става член на Сдружението на българските писатели. От 2006 г. е член на Управителния му съвет.

### Творчество
Публикува за първи път с името Румен Баросов през 1992 г. във вестник „Вит“, Плевен.
Румен Баросов публикува първата си книга „Гала“ през 1999 г. (изд. „Петриков“).
През 2006 г. написва сценария на анимационния филм „Линията“.

## Филмография
- 2009. Сценарист и продуцент на „Линията“, късометражен, анимационен, реж. Андрей Кулев, Атракт филм.
- 2010. Сценарист на „Винил“, късометражен, реж. Владо Борисов, ЮЗУ.
- 2012. Сценарист на „Образи и дни“, късометражен, реж. Ирис Константинова, Атракт филм.
- Продуцент/изпълнителен продуцент на филмите:

1. „Реката“, анимационен, 10 серии х4 мин., реж. Андрей Кулев, БНТ, Атракт филм (2008)
2. „Линията“, късометражен, анимационен, реж. Андрей Кулев, Атракт филм (2009)
3. „София – историята на Европа“, документален, реж. Степан Поляков, ФБЛ (2010)
4. „Джунгла под прозореца“, анимационен, реж. Иван Веселинов, Атракт филм, (2013)
5. „Книга на мълчанието“, документален, реж. Анри Кулев, Атракт филм, (2014)
6. „Хонорий – раб Божи“ документален, реж. Яни Янев (2014)
7. „Мъничка“, анимационен, реж. Милена Симеонова, Атракт филм, (2016)
8. „Пеперуда и мишка“, анимационен, реж. Мира Янева, Атракт филм, (2018)
9. „Неолитно селище Слатина“, документален, реж. Яни Янев (2019)
10. „Болт“, анимационен, реж. Илия Шекерджиев, Атракт филм, (2020)
11. „Как Стефан спря да плюе гълъбите“ (2024) на Виктор Иванов
12. „Боян и Петра“ (2024) на Александър Милчев